# Brian Hansen
Brian Hansen (* 3. září 1990 Evanston, Illinois) je americký rychlobruslař.
Na Mistrovství světa juniorů 2008 vybojoval ve víceboji bronzovou medaili, kterou o rok později obhájil a přidal k ní také stříbro ze závodu na 5000 m. Na seniorském Mistrovství světa na jednotlivých tratích 2009 získal s americkým týmem bronz ve stíhacím závodě družstev. Z juniorského světového šampionátu 2010 si přivezl stříbro z víceboje a z distance 5000 m a zlato z tratí 1000 m a 1500 m. Startoval na Zimních olympijských hrách 2010, kde byl v závodě na 1500 m osmnáctý a ve stíhacím závodě družstev získal stříbrnou medaili. V roce 2011 byl šestý na MS ve víceboji, následující rok si ze závodu družstev na světovém šampionátu odvezl stříbro. Na Mistrovství světa na jednotlivých tratích 2013 skončil čtvrtý na trati 1500 m. Zúčastnil se Zimních olympijských her 2014, kde nenastoupil do druhé jízdy závodu na 500 m, na trati 1000 m se umístil na 9. místě, na patnáctistovce skončil sedmý a s americkým týmem byl sedmý ve stíhacím závodě družstev. Startoval také na ZOH 2018 (1500 m – 15. místo, stíhací závod družstev – 8. místo, závod s hromadným startem – semifinále).